# Caracol (kommun i Haiti, Nord-Est, lat 19,67, long -72,00)
Caracol är en kommun i Haiti.   Den ligger i departementet Nord-Est, i den nordöstra delen av landet, 130 km norr om huvudstaden Port-au-Prince. Antalet invånare är 7 015. Arean är 75 kvadratkilometer.
Terrängen i Caracol är platt.